# ブリリアントカット

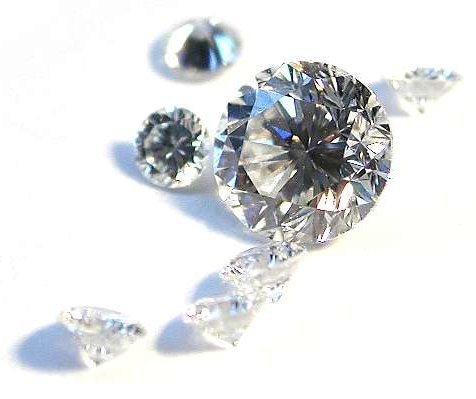
ラウンド・ブリリアントカットのダイヤモンド

ブリリアントカットは、ダイヤモンドなどの研磨方式であるラウンドブリリアント・カットや、マーキーズ・ブリリアントカットなどの総称。
17世紀にヴェネツィアで原形が考案され、1919年に、ダイヤモンド加工業の名門トルコフスキー家の一員マルセル・トルコフスキー（ベルギーの数学者・宝石職人）が、ダイヤモンドの反射・屈折率といった光学的特性を数学的に考慮して最も美しく輝く型を理論的に見いだし、各切子面（ファセット）の形状や角度を算出した。別名、アイデアルカット。
いくつかの種類があるが、すべて58面体（下面の面取り（キューレット）をしない場合は57面体）で、上部から進入した光が全て内部で全反射して上部から放たれ、ダイヤモンドの輝きをきわだたせるように設計されている。最も有名なのは、丸形のラウンド・ブリリアントカット。

## 他の代表的な研磨方式
- ステップカット、ミックスカット